# Хавајска морска медведица
Хавајска морска медведица (Monachus schauinslandi) је врста перајара из породице правих фока (Phocidae).

## Распрострањење
Сједињене Америчке Државе су једино познато природно станиште врсте.
ФАО рибарска подручја (енгл. FAO marine fishing areas) на којима је ова врста присутна су у северозападном Пацифику и источном централном Пацифику.

## Станиште
Станишта ове врсте су копнена и морска подручја.

## Угроженост
Ова врста је угрожена и у великој опасности од изумирања.

### Популациони тренд
Популација ове врсте се смањује, судећи по расположивим подацима.